# Иланџа
Иланџа је насељено место у општини Алибунар, у јужнобанатском округу у Србији. Према попису из 2022. било је 1176 становника у 541 домаћинству.

## Историја
Током историје Иланџа мења своје име неколико пута назив:
- 1385 —
- 1717 — Иланча
- 1911 —
- 1922 — Иланџа

Зна се, да 1385. године постоји - помиње се иланџанска католичка црква (Ilonch). И да је насеље потпадало тада комитету Ковин, Калуђери из српског манастира Пећке патријаршије су 1660. године дошли у село "Иланчу". Том приликом су записали од становника само домаћина (код којег су коначили) Недељка Андрејића и извесног Ђурђа.
По протеривању Турака 1716. године село потпада под Великобечкеречки диштрикт. Године 1717. било је у месту 20, а 1727. само 17 кућа. 1744. године дошло је више породица из Србије, а 1765. године населили се из Панчева Срби и Румуни (20 породица), па је тако број домова повишен 1773. године на 199 кућа. Иланџа је 1764. године православна парохија у Боканском протопрезвитерату. Аустријски царски ревизор Ерлер је 1774. године констатовао да то место припада Тамишком округу, Бечкеречког дистрикта. Има милитарски статус а становништво је српско.
У месту се срећу Смољани, стари словенски народ, који се раширио са територије данашње Бугарске.
Манастир Крушедол са Фрушке горе био је 1771. године дужан једном Иланџанину. Калуђери су 1864. године позајмили од Милована Грујића 200 ф. "без залоге", а због "платити фатове ради циглане".
Од 1774. године потпадала је Иланџа Илирско-граничарској регименти, 1776. под Немачко-Банатску регименту, Дојч-Банатер (па све до 1845. године када је Иланџа додељена Српској граничарској регименти). У Иланџи је око средине 19. века службовао и умро царски и краљевски официр Воја (Војин) Давидов (умро крајем 1894). Његов син Светозар Давидов од кадета 14. граничарског пешадијског пука, напредовао је до генерала. Истовремено је постао 12. септембра 1900. године и мађарски племић (немеш) са предикатом "от Иланџе", по свом родном месту. Давидов је дуго након одласка у пензију живео са супругом Софијом у Бечу, пред Први светски рат прешао у Темишвар. Племић иланџански је 1918. године изабран за председника Збора проширеног Српског националног већа у Темишвару, које је донело одлуку о присаједињењу Баната новој југословенској краљевини.
Културну хронику Иланџе исписала је њена елита. Године 1822. у Иланџи се јављају као купци српске књиге Живан Поповић стражмештер јубиларни и Тома Грујић учитељ. А 1831. године купци једне умне књиге били су Иланџани: поп Арон Мијин парох, Георгије Николић трговац, Кузман Јосифовић земљеделац и Мојсеј Живојнов молер. Поучну књигу о оцу, узели су у Алибунару, Иланџани: Јован и Манојло Николић. Српску историјску књигу прибавили су 1846. године у Алибунару, читаоци из Иланџе: Димитрије Црњански капелан, Василије Петровић ђакон, Емануил Николић купац, Василије Миловановић арендатор. Претплатник земунског листа "Подунавка" био је 1857. године Тома Николић из Иланџе. Купци умне Тацитове књиге били су 1859. године виђени људи Иланџе. Први на списку пренумераната је вероватно био и командант места ц.и.к. оберлајтант Андреја Чилић и месни трговци - Јован, Тимотије и Емануел Николић, те Ефтимије Деметровић.
По државном шематизму православног клира у Угарској из 1846. године, види се да у Иланџи живи 2325 православаца. Православно парохијско звање је основано 1776. године, а црквене матрикуле се воде од 1779. године. У месту је 1846. године православна црква посвећена Св. Николи, а свештеници су: пароси Ненад Путник и Арон Мијин, док је капелан Димитрије Црњански. Школа народна вероисповедна има тада 200 ђака, којима предаје ђакон и учитељ Василије Петровић.
Код Иланџе се 13. октобра 1848. године одиграла битка између Мађарске револуционарне војске под вођством капетана Арањија и Срба граничара и србијанских добровољаца. Срби су бранили своју нацију и веру од хегемонистички настројених Мађара, током тзв. Мађарске буне 1848. У овој бици су малобројне српске снаге потучене, и самом месту је нанета велика штета, црква је такође много оштећена, а после 4 године 1852. је и обновљена. Захваљивао се 1857. године Иланџанин Емануил Николић, врховни црквени тутор, браћи Вршчанима. Вршачка црквена општина је тада поклонила иланџанском пострадалом храму једну лепу свештеничку свечану одежду са свим пратећим деловима.

### Двадесети век
Баба Анујка, чувена банатска тровачица, отровала је арсеником (преко посредника) 1929. године двојицу мештана Иланџе. Умрли су у мукама Лаза Лудошки и Никола Момиров, којима су отров добијен од старе Румунке, сипали у воду за пиће њихови ближњи. Од 1931. године општина иланџанска је добила своје лекарско место. Конкурс је објављен јуна 1931. године, а првом општинском лекару се нудила плата од 12.000 динара, стан и огрев уз друге погодности. Власник млина у Иланџи, Петар Стефановић је 1932. године био активан учесник на Земаљском конгресу млинара одржаном у Београду. Он је тада већ изабрани потпредседник Савеза млинова (од 1931). Председник иланџанске општине Жива Живојнов примио је 1937. године на предлог министра за физичко васпитање - краљевски Орден Св. Саве V реда. Кнез општински је био заслужан што је у Иланџи 1937. године постављена спомен-плоча почившем краљу Александру I Карађорђевићу Ујединитељу. Главни носилац посла била је Трговачко-занатлијска омладина, а аутор плоче био је новосадски инжињер Предраг Јовановић. То спомен-обележје ће бити и споменик свим палим Иланџанима током Првог светског рата 1914-1918. године.

### Црква
Црква је зидана у византијском стилу 1793. године, а на месту где је била стара, сазидана је капела са иконама: св. Николе, св. Стевана, св. Јована и св. Тројице. Када је 1797. године пописан православни клир Темишварске епархије у "Иланжи" су записана три свештеника. Пароси, поп Симеон Путников (рукоп. 1769), капелан поп Андреј Грујић (1788) и ђакон Ненад Путников (1795), поред српског знали су (изузев ђакона) и румунски језик. У парохији иланџанској помињу се 1844. године свештена лица: Димитрије Црњански капелан, а Василије Петровић јерођакон. Граничар Јован Субин је црквени "пјевац" (појац).

#### Црквени инвентар
- Иконостас је сликао 1874. године Новак Радоњић, а последњих седам икона довршио је његов други ученик Аксентије Мародић. Парохијско звање је заведено 1765. које су године и матрикуле заведене.
- Од старијих црквених књига постоје: Јеванђеље из 1730. године, Страсно Јеванђеље из 1791. и Октојих,  из 1849. год.
- Од ствари: Путир, који је даровао Милован Грујић 10. јуна 1766. године, а искупио га је Тимотије Николић 1811. године.

За сталног учитеља у Иланџи постављен 1888. године Душан Ламбрин.

## Занимљивости
У доба Марије Терезије копан је „Терезијин канал“ који пролази кроз Иланџанско поље. Народ овај канал назива Бегејем. Земљотрес од 15. јула 1896. године у 6 сати ујутру, је био толико јак да је избио гвоздену мотку са торња, на којој је крст и јабука стајала. Услед тога скинут је крст и јабука, поново позлаћени и у четвртак 19. септембра исте године подигнути.
Од 1898. године, има Иланџа железничку станицу, која се налазила на данас демонтираној прузи Сечањ — Алибунар.
У Иланџи су живели Црњански, од којих је Милош Црњански професор, новинар, књижевник дипломата најпознатији Иланџанац. Његов предак месни капелан, па парох поп Димитрије Црњански је 1844. године претплатник једне српске књиге, а 1860. године новосадског часописа "Данице". Поп Димитријев син, поп Јован је био парох и члан Вршачке епархијске скупштине 1895-1897. године. Млади Иланџанин Лаза Црњански је учио гимназију у Сегедину, где се 1867. године јавља као ученик четвртог разреда, и претплатник Вукове књиге.
Године 1853, је у Иланџи било 1.221 душа и те године потпадне под Селеушку жупанију, а 1873. године под Торонталску жупанију.
Овде се налази Иланџа (слатинско станиште).

## Демографија
У насељу Иланџа живи 1406 становника, а просечна старост становништва износи 44,1 година (42,2 код мушкараца и 46,0 код жена). У насељу има 541 домаћинство, а просечан број чланова по домаћинству је 2,80.
Ово насеље је углавном насељено Србима, а у последња четири пописа, примећен је пад у броју становника.
|  |

| Демографија | Демографија | Демографија |
| Година      | Становника  | Становника  |
| ----------- | ----------- | ----------- |
| 1948.       | 3.132       |             |
| 1953.       | 2.896       |             |
| 1961.       | 2.926       |             |
| 1971.       | 2.805       |             |
| 1981.       | 2.426       |             |
| 1991.       | 2.023       | 1.919       |
| 2002.       | 1.727       | 1.919       |
| 2011.       | 1.406       |             |

| Етнички састав према попису из 2002.‍ | Етнички састав према попису из 2002.‍ | Етнички састав према попису из 2002.‍ | Етнички састав према попису из 2002.‍ | Етнички састав према попису из 2002.‍ |
| ------------------------------------ | ------------------------------------ | ------------------------------------ | ------------------------------------ | ------------------------------------ |
|                                      |                                      |                                      |                                      |                                      |
| Срби                                 | Срби                                 |                                      | 1.492                                | 86,39%                               |
| Роми                                 | Роми                                 |                                      | 97                                   | 5,61%                                |
| Црногорци                            | Црногорци                            |                                      | 33                                   | 1,91%                                |
| Македонци                            | Македонци                            |                                      | 18                                   | 1,04%                                |
| Словаци                              | Словаци                              |                                      | 17                                   | 0,98%                                |
| Румуни                               | Румуни                               |                                      | 14                                   | 0,81%                                |
| Мађари                               | Мађари                               |                                      | 12                                   | 0,69%                                |
| Југословени                          | Југословени                          |                                      | 12                                   | 0,69%                                |
| Хрвати                               | Хрвати                               |                                      | 9                                    | 0,52%                                |
| Муслимани                            | Муслимани                            |                                      | 1                                    | 0,05%                                |
| непознато                            | непознато                            |                                      | 14                                   | 0,81%                                |

| \| \| м \| \| \| ж \| \| ? \| 2 \| \| \| 1 \| \| 80+ \| 22 \| \| \| 30 \| \| 75—79 \| 43 \| \| \| 53 \| \| 70—74 \| 60 \| \| \| 65 \| \| 65—69 \| 65 \| \| \| 87 \| \| 60—64 \| 43 \| \| \| 64 \| \| 55—59 \| 51 \| \| \| 68 \| \| 50—54 \| 56 \| \| \| 63 \| \| 45—49 \| 61 \| \| \| 46 \| \| 40—44 \| 63 \| \| \| 38 \| \| 35—39 \| 49 \| \| \| 54 \| \| 30—34 \| 64 \| \| \| 45 \| \| 25—29 \| 47 \| \| \| 46 \| \| 20—24 \| 41 \| \| \| 48 \| \| 15—19 \| 44 \| \| \| 49 \| \| 10—14 \| 52 \| \| \| 41 \| \| 5—9 \| 51 \| \| \| 45 \| \| 0—4 \| 43 \| \| \| 27 \| \| Просек : \| 42,2 \| \| \| 46,0 \| |      |  |  |      |
| |      |  |  |      |
| | м    |  |  | ж    |
| ? | 2    |  |  | 1    |
| 80+ | 22   |  |  | 30   |
| 75—79 | 43   |  |  | 53   |
| 70—74 | 60   |  |  | 65   |
| 65—69 | 65   |  |  | 87   |
| 60—64 | 43   |  |  | 64   |
| 55—59 | 51   |  |  | 68   |
| 50—54 | 56   |  |  | 63   |
| 45—49 | 61   |  |  | 46   |
| 40—44 | 63   |  |  | 38   |
| 35—39 | 49   |  |  | 54   |
| 30—34 | 64   |  |  | 45   |
| 25—29 | 47   |  |  | 46   |
| 20—24 | 41   |  |  | 48   |
| 15—19 | 44   |  |  | 49   |
| 10—14 | 52   |  |  | 41   |
| 5—9 | 51   |  |  | 45   |
| 0—4 | 43   |  |  | 27   |
| Просек : | 42,2 |  |  | 46,0 |

| Година пописа     | 1948. | 1953. | 1961. | 1971. | 1981. | 1991. | 2002. |
| ----------------- | ----- | ----- | ----- | ----- | ----- | ----- | ----- |
| Број домаћинстава | 750   | 770   | 822   | 795   | 776   | 687   | 617   |

| Број чланова      | 1   | 2   | 3  | 4  | 5  | 6  | 7  | 8 | 9 | 10 и више | Просек |
| ----------------- | --- | --- | -- | -- | -- | -- | -- | - | - | --------- | ------ |
| Број домаћинстава | 163 | 185 | 76 | 90 | 50 | 33 | 12 | 3 | 4 | 1         | 2,80   |

| Пол    | Укупно | Неожењен/Неудата | Ожењен/Удата | Удовац/Удовица | Разведен/Разведена | Непознато |
| ------ | ------ | ---------------- | ------------ | -------------- | ------------------ | --------- |
| Мушки  | 711    | 161              | 455          | 61             | 22                 | 12        |
| Женски | 757    | 94               | 453          | 176            | 24                 | 10        |
| УКУПНО | 1.468  | 255              | 908          | 237            | 46                 | 22        |

| Пол    | Укупно                    | Пољопривреда, лов и шумарство | Рибарство                            | Вађење руде и камена | Прерађивачка индустрија       |
| ------ | ------------------------- | ----------------------------- | ------------------------------------ | -------------------- | ----------------------------- |
| Мушки  | 396                       | 300                           | 0                                    | 1                    | 23                            |
| Женски | 241                       | 156                           | 0                                    | 0                    | 39                            |
| Укупно | 637                       | 456                           | 0                                    | 1                    | 62                            |
|        |                           |                               |                                      |                      |                               |
| Пол    | Производња и снабдевање   | Грађевинарство                | Трговина                             | Хотели и ресторани   | Саобраћај, складиштење и везе |
| Мушки  | 4                         | 11                            | 18                                   | 0                    | 7                             |
| Женски | 0                         | 0                             | 12                                   | 1                    | 2                             |
| Укупно | 4                         | 11                            | 30                                   | 1                    | 9                             |
|        |                           |                               |                                      |                      |                               |
| Пол    | Финансијско посредовање   | Некретнине                    | Државна управа и одбрана             | Образовање           | Здравствени и социјални рад   |
| Мушки  | 2                         | 0                             | 7                                    | 4                    | 0                             |
| Женски | 0                         | 3                             | 2                                    | 7                    | 6                             |
| Укупно | 2                         | 3                             | 9                                    | 11                   | 6                             |
|        |                           |                               |                                      |                      |                               |
| Пол    | Остале услужне активности | Приватна домаћинства          | Екстериторијалне организације и тела | Непознато            | Непознато                     |
| Мушки  | 4                         | 0                             | 0                                    | 15                   | 15                            |
| Женски | 1                         | 0                             | 0                                    | 12                   | 12                            |
| Укупно | 5                         | 0                             | 0                                    | 27                   | 27                            |